# Lac de Cleuson

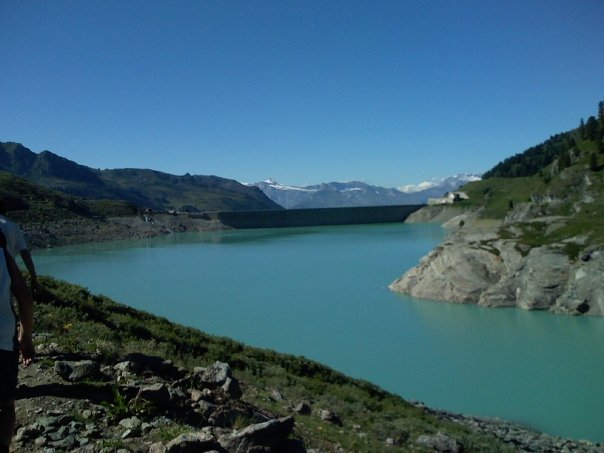
Lac de Cleuson ở bờ phía bắc nhìn về phía tây

Lac de Cleuson là một hồ chứa nước trong khu đô thị Nendaz, Valais, Thụy Sĩ. Diện tích bề mặt của nó là 0,51 km². Nước từ hồ thường được bơm vào Đập Đại Dixence ở hồ Lac des Dix.